# Mangiennes
Mangiennes est une commune du département de la Meuse, dans la région Grand Est, en France dont les habitants sont appelés Mangiennois.

## Géographie

### Situation
La commune se situe à l'extrémité nord-est du département de la Meuse, dans la partie septentrionale de la Woëvre, un plateau argileux (datant du Callovien inférieur). Mangiennes fait partie du canton de Spincourt et de la communauté de communes du pays de Spincourt ; elle est à 11 kilomètres au sud-ouest de Longuyon, à 10 km à l'ouest de Spincourt et à 24 km au nord de Verdun.
Le village est bâti dans la vallée du Loison (un affluent rive gauche de la Chiers), entre Billy-sous-Mangiennes en amont et Villers-lès-Mangiennes en aval.

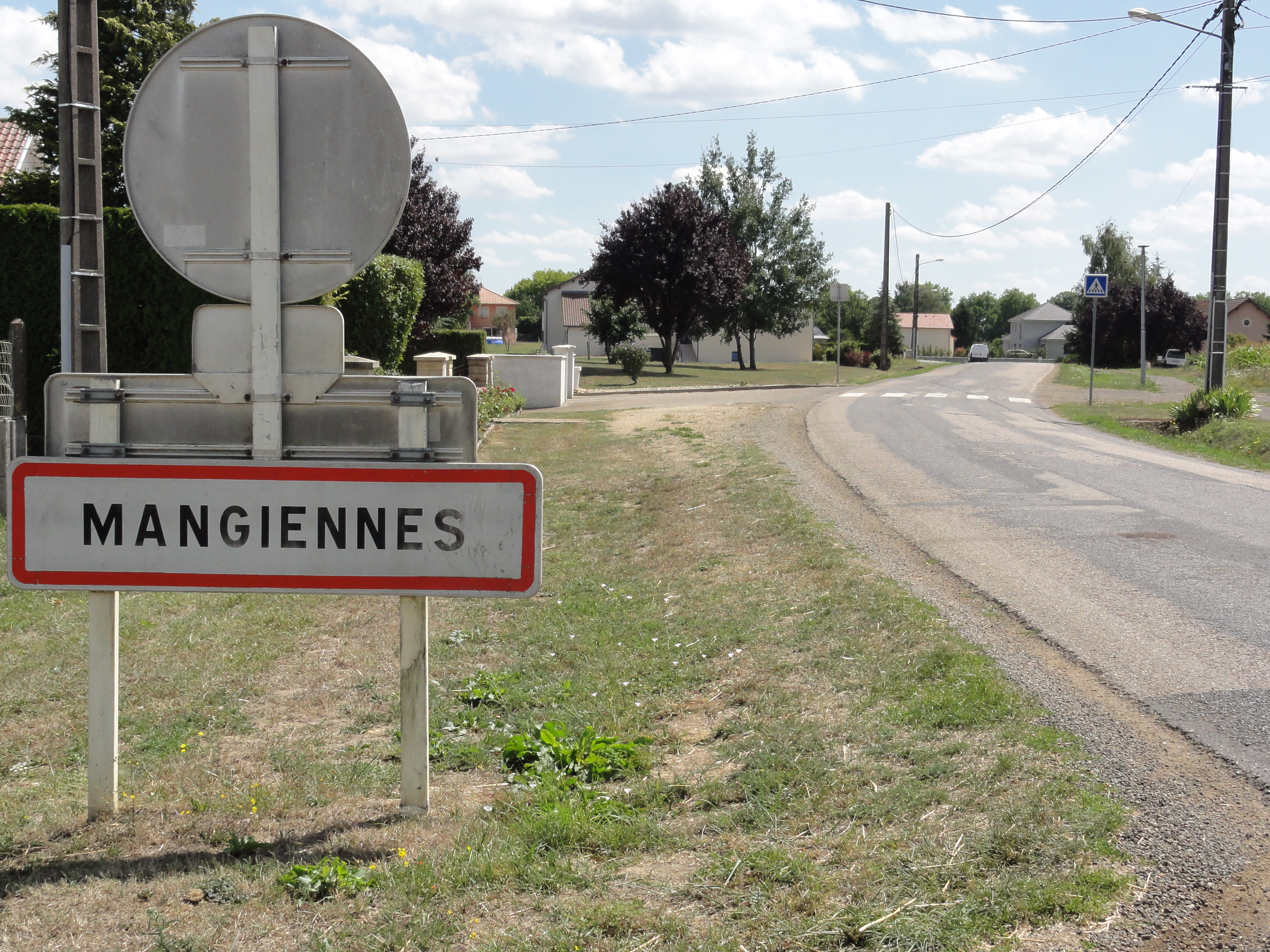
Entrée de Mangiennes.

#### Communes limitrophes
| Villers-lès-Mangiennes | Villers-lès-Mangiennes | Pillon                |
| Villers-lès-Mangiennes | Mangiennes             | Pillon                |
| Romagne-sous-les-Côtes | Billy-sous-Mangiennes  | Billy-sous-Mangiennes |

### Hydrographie
La commune est dans le bassin versant de la Meuse au sein du bassin Rhin-Meuse. Elle est drainée par le Loison, le ruisseau l'Azanne, le ruisseau de la Noue Coulon et le ruisseau de l'Étang de Ractel,.
Le Loison, d'une longueur de 53 km, prend sa source dans la commune de Loison et se jette  dans la Chiers à Chauvency-le-Château, après avoir traversé 17 communes. 
L'Azanne, d'une longueur de 13 km, prend sa source dans la commune de Azannes-et-Soumazannes et se jette  dans le Loison sur la commune, après avoir traversé trois communes. 

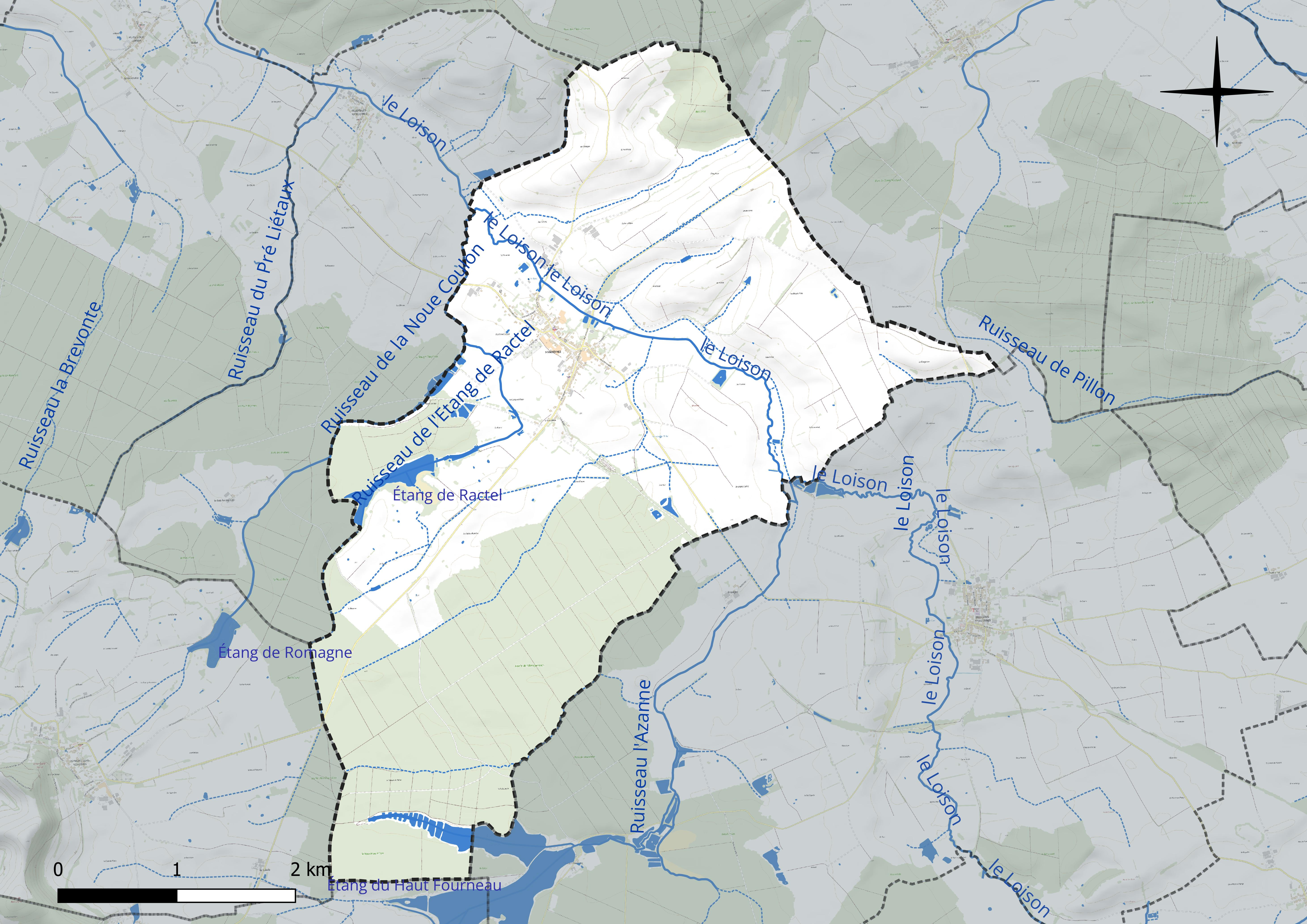
Réseau hydrographique de Mangiennes.

Deux plans d'eau complètent le réseau hydrographique : l'étang de Ractel (9,5 ha) et l'étang du Haut Fourneau, d'une superficie totale de 82,4 ha (8,1 ha sur la commune),.

### Climat
Pour des articles plus généraux, voir Climat du Grand Est et Climat de la Meuse.
En 2010, le climat de la commune est de type climat de montagne, selon une étude du Centre national de la recherche scientifique s'appuyant sur une série de données couvrant la période 1971-2000. En 2020, Météo-France publie une typologie des climats de la France métropolitaine dans laquelle la commune est dans une zone de transition entre le climat océanique altéré et le climat océanique altéré et est dans la région climatique  Lorraine, plateau de Langres, Morvan, caractérisée par un hiver rude (1,5 °C), des vents modérés et des brouillards fréquents en automne et hiver.
Pour la période 1971-2000, la température annuelle moyenne est de 9,7 °C, avec une amplitude thermique annuelle de 16 °C. Le cumul annuel moyen de précipitations est de 901 mm, avec 13,3 jours de précipitations en janvier et 9,3 jours en juillet. Pour la période 1991-2020, la température moyenne annuelle observée sur la station météorologique de Météo-France la plus proche, « Villette », sur la commune de Villette à 13 km à vol d'oiseau, est de 10,1 °C et le cumul annuel moyen de précipitations est de 909,4 mm. 
La température maximale relevée sur cette station est de 39 °C, atteinte le 25 juillet 2019 ; la température minimale est de −14,8 °C, atteinte le 20 décembre 2009,,.
Les paramètres climatiques de la commune ont été estimés pour le milieu du siècle (2041-2070) selon différents scénarios d'émission de gaz à effet de serre à partir des nouvelles projections climatiques de référence DRIAS-2020. Ils sont consultables sur un site dédié publié par Météo-France en novembre 2022.

## Urbanisme

### Typologie
Au 1er janvier 2024, Mangiennes est catégorisée commune rurale à habitat dispersé, selon la nouvelle grille communale de densité à sept niveaux définie par l'Insee en 2022.
Elle est située hors unité urbaine et hors attraction des villes,.

### Occupation des sols
L'occupation des sols de la commune, telle qu'elle ressort de la base de données européenne d’occupation biophysique des sols Corine Land Cover (CLC), est marquée par l'importance des territoires agricoles (62,8 % en 2018), une proportion sensiblement équivalente à celle de 1990 (63,2 %). La répartition détaillée en 2018 est la suivante : 
prairies (52,7 %), forêts (34,6 %), terres arables (10,1 %), zones urbanisées (2 %), eaux continentales (0,6 %). L'évolution de l’occupation des sols de la commune et de ses infrastructures peut être observée sur les différentes représentations cartographiques du territoire : la carte de Cassini (XVIIIe siècle), la carte d'état-major (1820-1866) et les cartes ou photos aériennes de l'IGN pour la période actuelle (1950 à aujourd'hui).

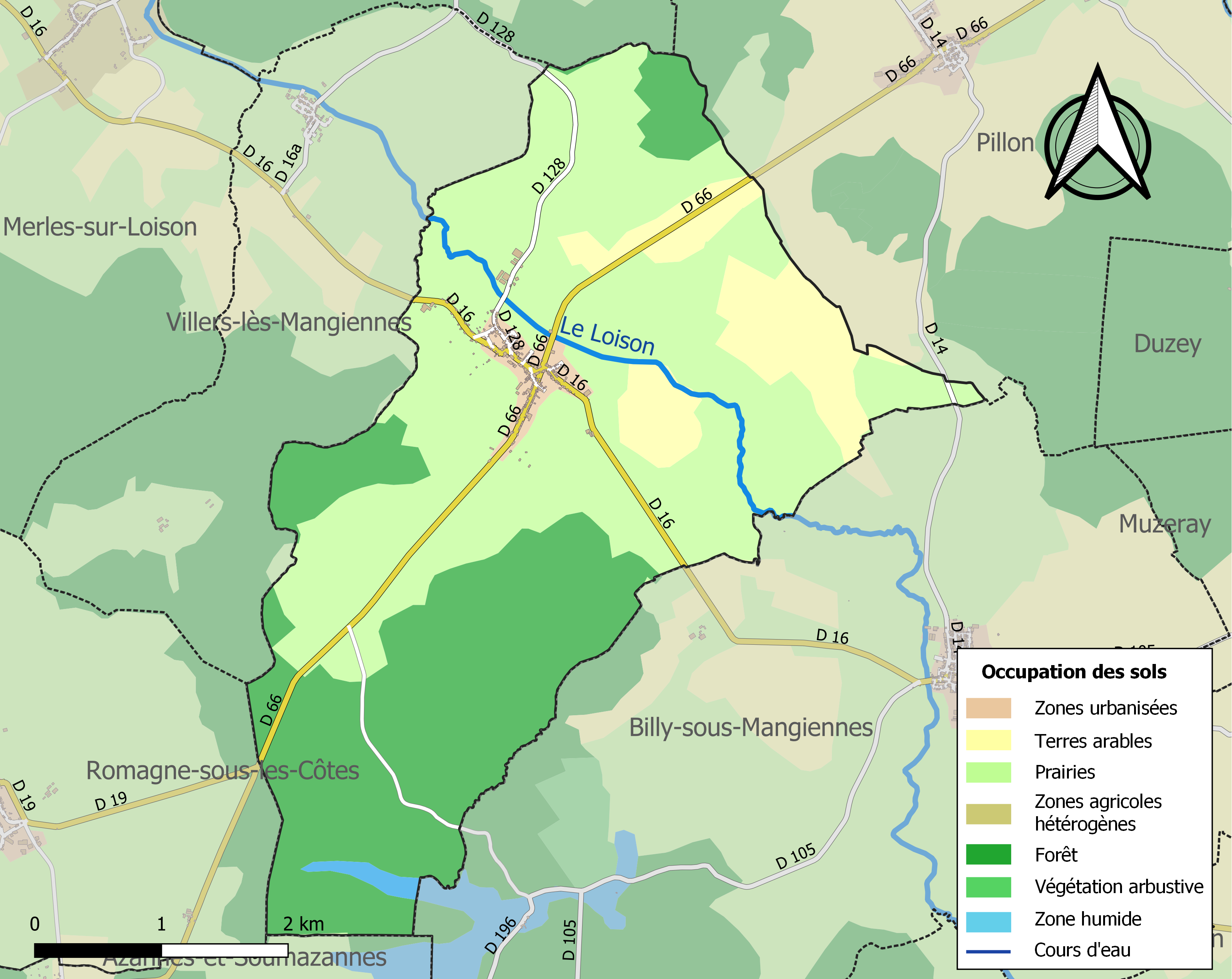
Carte des infrastructures et de l'occupation des sols de la commune en 2018 (CLC).

## Toponymie
Le nom de la localité est attesté sous les formes Metganis (701) ; Metganis-villa (855) ; Metgavis-villa (IXe siècle) ; « Ecclesiam in Mæganis quam etiam abbatiam vocant » (973) ; Curia Maginiensis (1153) ; Curia Muginiensis (1156) ; Magiennes (1158) ; Magienes (1158) ; Ecclesia in Metganis (1179) ; Mengienne (1227) ; Magienne (1227) ; De Magine (1247) ; Mabvgienne (1252) ; Ecclesia de Magienes (1253) ; Mengines (1331) ; Maigiennes (1358) ; Magenne (1482) ; Mengrennum-castrum (1502) ; Mayanes (1505) ; Maugienne, Mengeinne (1549) ; Manguntium (1738).

## Histoire
Propriété des évêques de Verdun, puis de l'abbaye de Saint-Paul en 973.
Château de Mangiennes[Quoi ?]

### Affaire de Mangiennes
Mangiennes est le cadre d'un des tout premiers combats de la Première Guerre mondiale, le 10 août 1914. Il s'agit d'un combat de rencontre entre les unités allemandes en reconnaissances et les unités françaises encore en concentration.
Une des craintes des généraux français avant et pendant la mobilisation était de subir une attaque brusquée allemande alors que le gros de l'armée française était encore en pleine concentration le long de la frontière ; en conséquence, les unités casernées à proximité étaient chargées d'assurer une « couverture » à cette concentration. Dans le nord de la Woëvre, de Conflans à Givet, cette tache était confiée à la 4e division d'infanterie du 2e corps d'armée, renforcée par des détachements de la 4e division de cavalerie : entre le 31 juillet et le 2 août 1914, les régiments de ces deux divisions se déploient, leurs QG sont à Jametz pour la 4e DI et à Mangiennes pour la 4e DC, couverts eux-mêmes vers la frontière par deux groupes composés chacun d'un bataillon de chasseurs à pied et d'un escadron de hussards à Spincourt et Longuyon.
Le 5 août au soir, la 4e DC reçoit l'ordre de rejoindre le corps Sordet en Belgique. Le 8 août, le groupe de Spincourt (18e BCP et 19e chasseurs à cheval) est attaqué par la cavalerie allemande et se replie sur Billy-sous-Mangiennes. Le 9, le 2e corps, faisant désormais partie de la 4e armée, se redéploie à l'ouest (la 4e DI en ligne de Pont-Chaudron à Marville, en passant par Villers, Rupt et Saint-Laurent), laissant la défense de Mangiennes et des villages plus à l'est à la 8e DI du 4e corps (qui vient de débarquer, appartenant à la 3e armée). En conséquence, dans les tranchées creusées de part et d'autre de Mangiennes, un bataillon du 91e régiment d'infanterie (de la 4e DI, au nord-ouest) est épaulé à partir de 1 h du matin le 10 août par un bataillon du 130e RI (de la 8e DI, au sud-est du village), ainsi que par le 14e hussards (de la 8e DI, en réserve au sud-ouest).
Le 10 août vers 9 h 30, les unités de la 6e division de cavalerie allemande (soutenues par le 5e bataillon de chasseurs à pied allemand) se rapprochent, les tirailleurs soutenus par des mitrailleuses s'installent aux lisières des bois sur la rive droite, tandis que l'artillerie allemande envoie des obus ; les hussards français envoyés en éclaireurs repassent la rivière pour être placés en réserve, tandis que le 1er bataillon du 130e RI prend position sur la cote 222 au sud-est de Mangiennes. À 13 h 30, une batterie d'artillerie à cheval allemande se positionne à l'ouest du bois de Saint-Médard au nord de Mangiennes ; elle est contre-battue par la 1re batterie du 42e régiment d'artillerie français pendant vingt minutes avec des obus explosifs : un caisson allemand saute, les artilleurs comme les chevaux sont fauchés et trois canons de 77 mm sont abandonnés. À 16 h, les 1er et 2e (qui vient de rejoindre) bataillons du 130e RI se portent spontanément (échappant à leurs officiers) en avant jusqu'à la Loison, se faisant mitrailler par les Allemands avant de se replier vers Romagne-sous-les-Côtes (pertes totales des deux bataillons du 130e : 124 morts et 461 blessés),. À 16 h 45, la 6e batterie (Lombal) du 42e RA matraque avec une centaine d'obus le Dragoner-Regt. Nr 21 allemand qui était pied à terre vers la corne nord du bois Grand Chanel. À 17 h, le général von Schmettow, commandant de la 6. Kavallerie-Division, ordonne le repli sur Pillon, à cause de la menace sur son flanc créée par l'attaque du 120e RI entre Villers-les-Mangiennes et Saint-Laurent-sur-Othain. Il s'ensuit une suspension des combats consacrée au rapatriement des blessés dans les ambulances respectives, à Pillon pour les Allemands.
Le soir du 10 août, l'état-major du 4e corps français annonce par erreur à celui de la 3e armée qu'une division allemande s'est emparée de Mangiennes ; à 23 h 5, la 3e armée rend compte par télégramme au GQG : « Dans l'après-midi avant-postes du 130e Mangiennes attaqués par forces importantes estimées à une division avec six ou sept batteries. Ces deux bataillons bien que soutenus efficacement par un groupe d'artillerie qui aurait eu la supériorité du feu se sont retirés à la nuit sans être poursuivis. 130e aurait subi pertes sérieuses. », d'où l'ordre envoyé du GQG à 2 h 45 de monter une attaque conjointe des 4e et 2e corps pour le lendemain 11 août. Cet ordre est annulé au matin. Les officiers d'état-major français en concluent la supériorité de l'artillerie française sur celle allemande et qu'« il y a lieu de prendre des précautions contre le tir des mitrailleuses qui est très meurtrier, surtout lorsque l'objectif se présente de flanc ou d'écharpe ».
Les morts allemands sont ultérieurement majoritairement enterrés à la nécropole de Pierrepont, seulement une vingtaine le sont dans celui de Mangiennes. Un monument commémoratif de la bataille a été élevé par les Français sur la route de Billy, avec une stèle explicative : « De cette côte, baïonnette au canon, 2 000 poilus s'élancent au-delà de la Loison. Des hauteurs de Pillon, l'ennemi repousse la charge. De ce premier combat de la guerre 14/18 sur le sol de France, 120 Français, 243 Allemands y laissèrent leur vie ». L'association « Mangiennes histoire » organise en août une commémoration et une marche (« la marche des bleuets »).

### Arrière-front allemand
À partir de l'automne 1914 jusqu'en 1918, Mangiennes se trouve derrière les lignes allemandes, en territoire occupé.
Les troupes impériales aménagent leurs arrières notamment en préparation de la bataille de Verdun, avec par exemple à Mangiennes la construction d'un château d'eau en béton, à Duzey (à l'est de Mangiennes) un emplacement de tir bétonné pour un canon de 380 mm ou à Loison (au sud-est de Mangiennes) le camp Marguerre comprenant une usine à béton.

### Après-guerre
Les autorités françaises regroupèrent les petits cimetières après 1918 : le cimetière militaire de Mangiennes, créé en 1920, reçu ainsi les corps des six cimetières de Loison et des cinq de Gremilly. Un accord de 1926 permis à l'association allemande Volksbund Deutsche Kriegsgräberfürsorge d'entretenir les cimetières militaires allemands sur le sol français, d'où des terrassements dès 1928 et la plantation d'arbres en 1930. La conception finale du cimetière date des années 1960.

## Politique et administration
| Période                                  | Période  | Identité        | Étiquette | Qualité      |
| ---------------------------------------- | -------- | --------------- | --------- | ------------ |
| Les données manquantes sont à compléter. |          |                 |           |              |
| avant 1995                               | ?        | André Philippe  | DVD       |              |
| 1995                                     | 2008     | Yvette Bastien  | SE        |              |
| 2008                                     | 2020     | Suzanne Pierret |           |              |
| 2020                                     | En cours | Alain Simon     |           | Ancien cadre |

## Démographie
L'évolution du nombre d'habitants est connue à travers les recensements de la population effectués dans la commune depuis 1793. Pour les communes de moins de 10 000 habitants, une enquête de recensement portant sur toute la population est réalisée tous les cinq ans, les populations de référence des années intermédiaires étant quant à elles estimées par interpolation ou extrapolation. Pour la commune, le premier recensement exhaustif entrant dans le cadre du nouveau dispositif a été réalisé en 2007.

En 2022, la commune comptait 401 habitants, en évolution de +1,26 % par rapport à 2016 (Meuse : −4,4 %, France hors Mayotte : +2,11 %).
| 1793 | 1800 | 1806 | 1821 | 1831 | 1836 | 1841 | 1846 | 1851 |
| ---- | ---- | ---- | ---- | ---- | ---- | ---- | ---- | ---- |
| 608  | 628  | 783  | 800  | 819  | 841  | 855  | 918  | 982  |

| 1856 | 1861 | 1866 | 1872 | 1876 | 1881 | 1886 | 1891 | 1896 |
| ---- | ---- | ---- | ---- | ---- | ---- | ---- | ---- | ---- |
| 916  | 923  | 950  | 868  | 850  | 831  | 832  | 802  | 784  |

| 1901 | 1906 | 1911 | 1921 | 1926 | 1931 | 1936 | 1946 | 1954 |
| ---- | ---- | ---- | ---- | ---- | ---- | ---- | ---- | ---- |
| 731  | 722  | 669  | 535  | 478  | 454  | 485  | 445  | 467  |

| 1962 | 1968 | 1975 | 1982 | 1990 | 1999 | 2006 | 2007 | 2012 |
| ---- | ---- | ---- | ---- | ---- | ---- | ---- | ---- | ---- |
| 476  | 458  | 364  | 359  | 348  | 351  | 384  | 389  | 393  |

| 2017 | 2022 | - | - | - | - | - | - | - |
| ---- | ---- | - | - | - | - | - | - | - |
| 395  | 401  | - | - | - | - | - | - | - |

## Culture locale et patrimoine

### Lieux et monuments

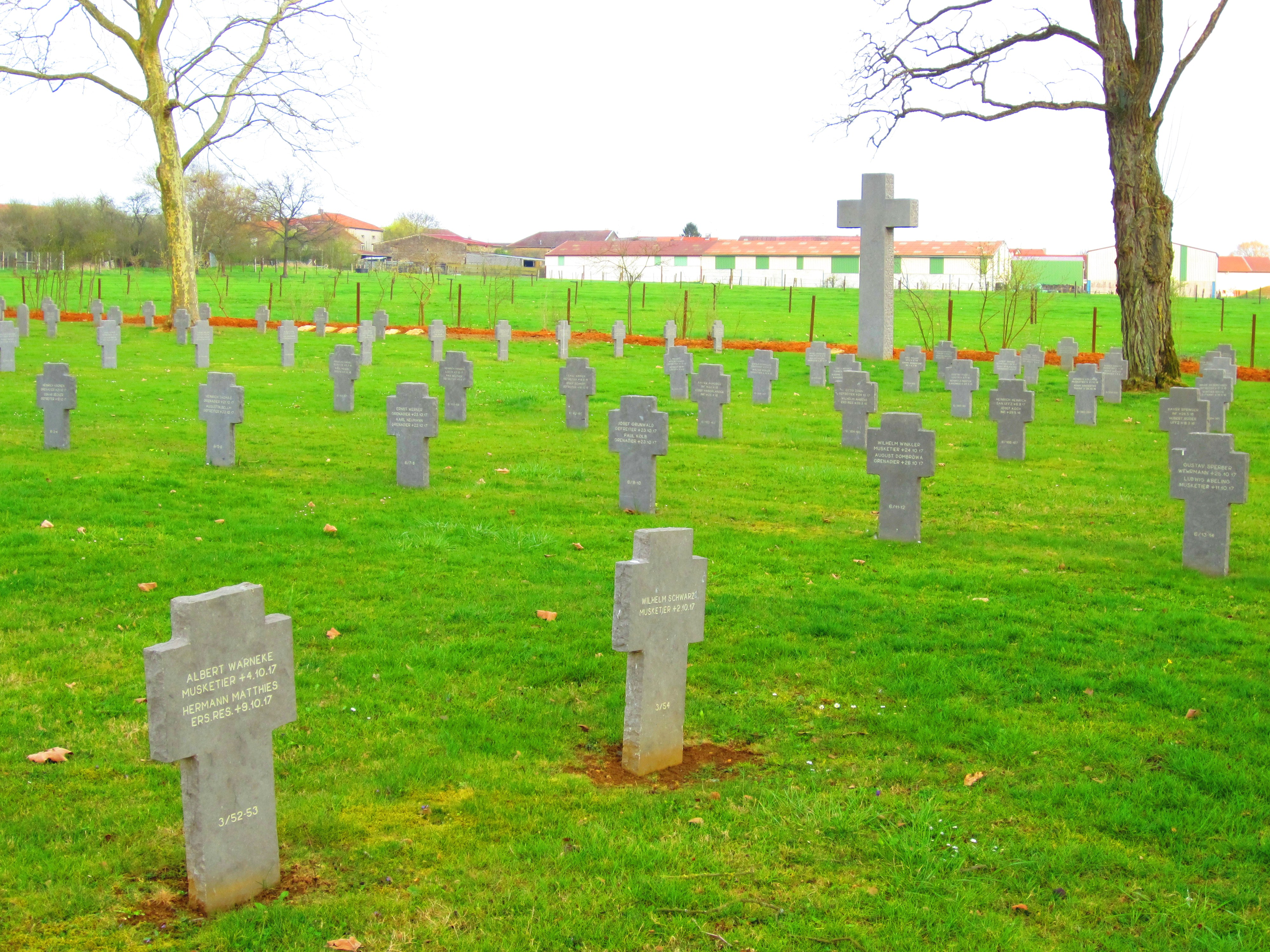
Vue partielle du cimetière allemand.

- L'église Saint-Rémy, construite en 1854, en partie détruite lors d'un bombardement en 1918 et reconstruite ensuite. Un vitrail de 1926 évoque les combats de 1916[32].
- La chapelle Saint-Hubert, construite en 1719.
- Le monument aux morts.
- Le mémorial du 130 RI.
- Le cimetière militaire allemand (Deutscher Soldatenfriedhof Mangiennes), aménagé en bordure sud-ouest de l'agglomération, tout près du centre du village : s'y trouvent 3 332 tombes allemandes et deux ossuaires contenant les restes de 257 Allemands pour l'un et de 116 pour le second. Au total, y reposent 3 589 hommes, dont un Autrichien, un artilleur du k.u.k. Feldartillerieregiment 206 envoyé près de Verdun en soutien des troupes allemandes[36].

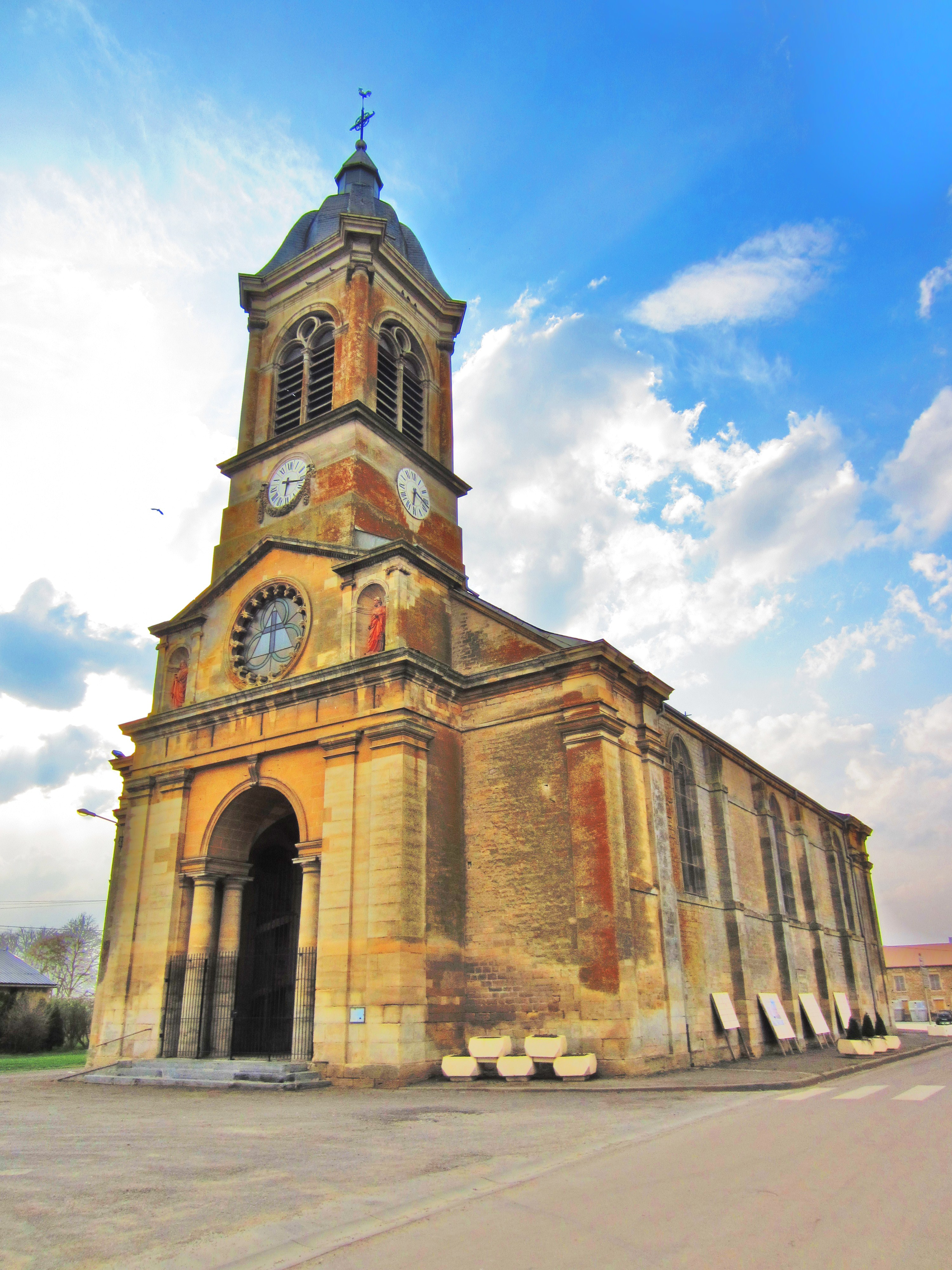
Église Saint-Rémy.
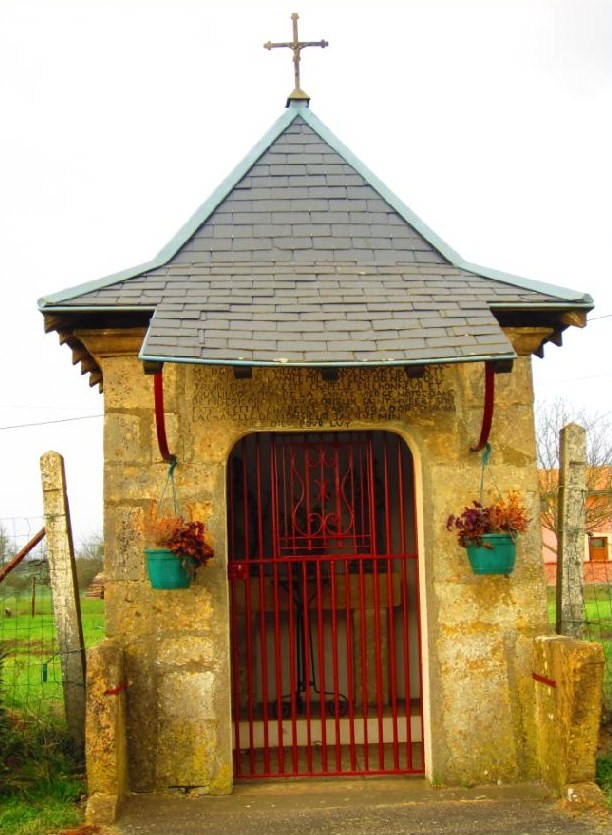
Chapelle Saint-Hubert.
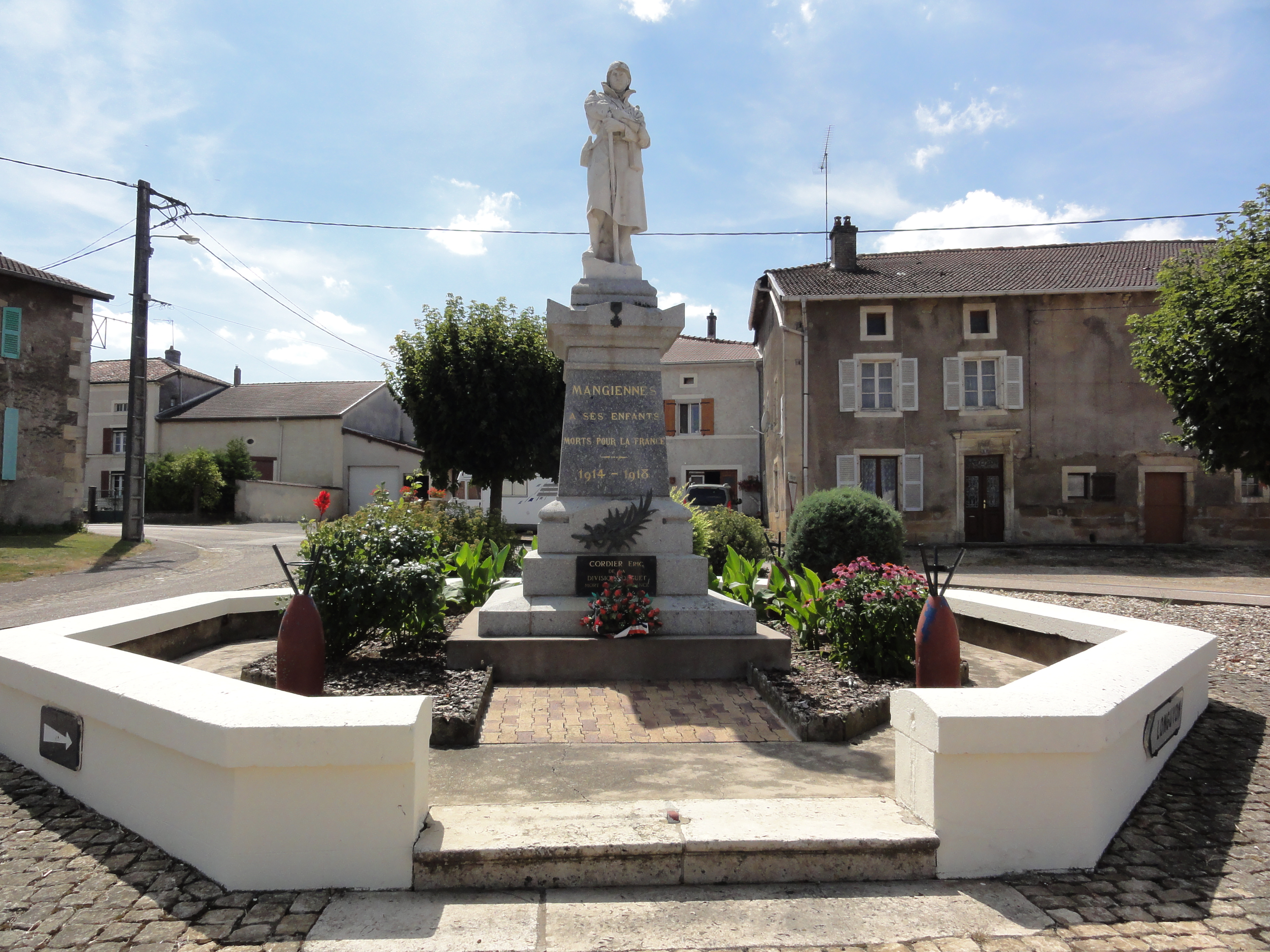
Monument aux morts.
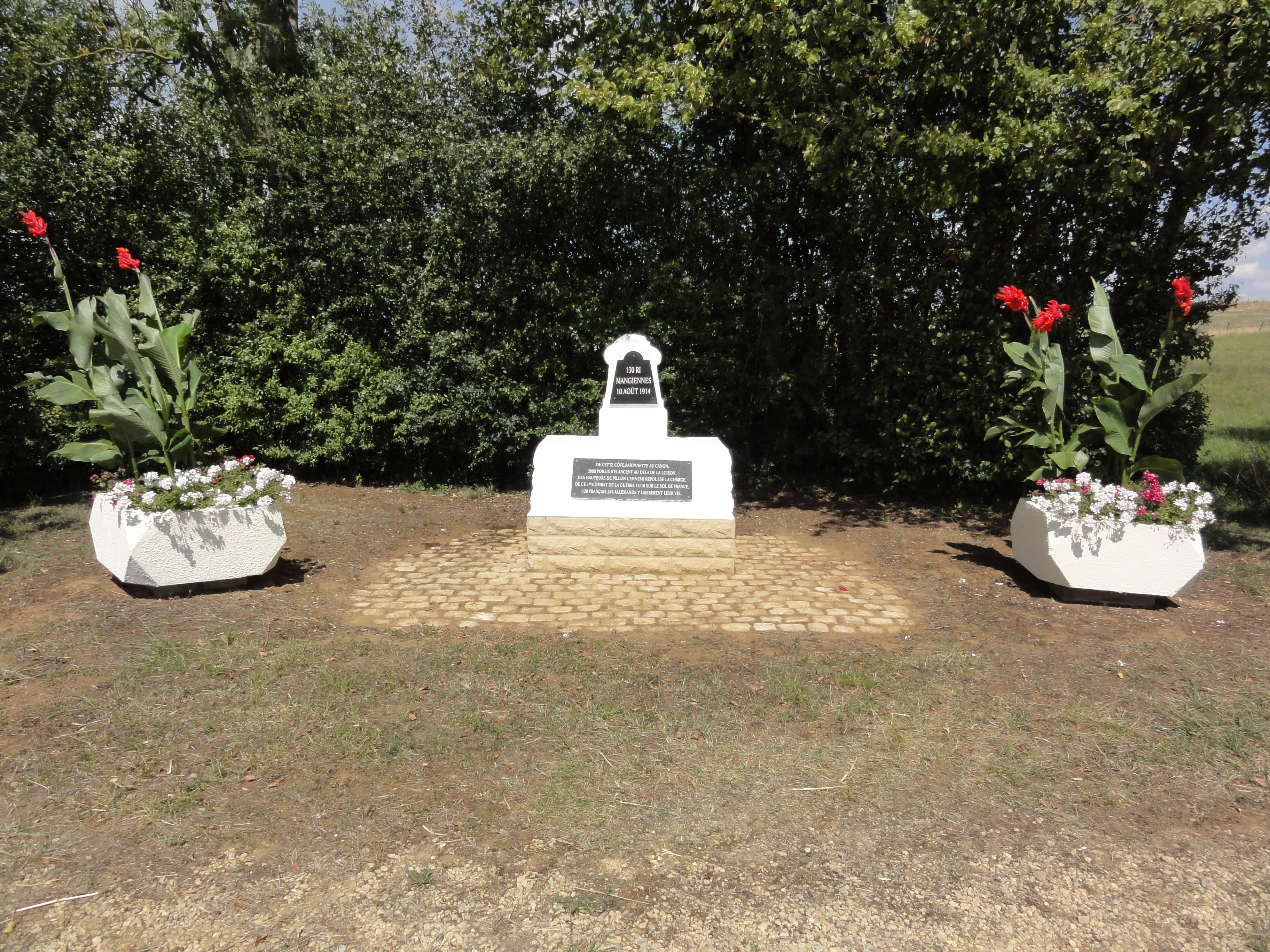
Mémorial du 130 RI.
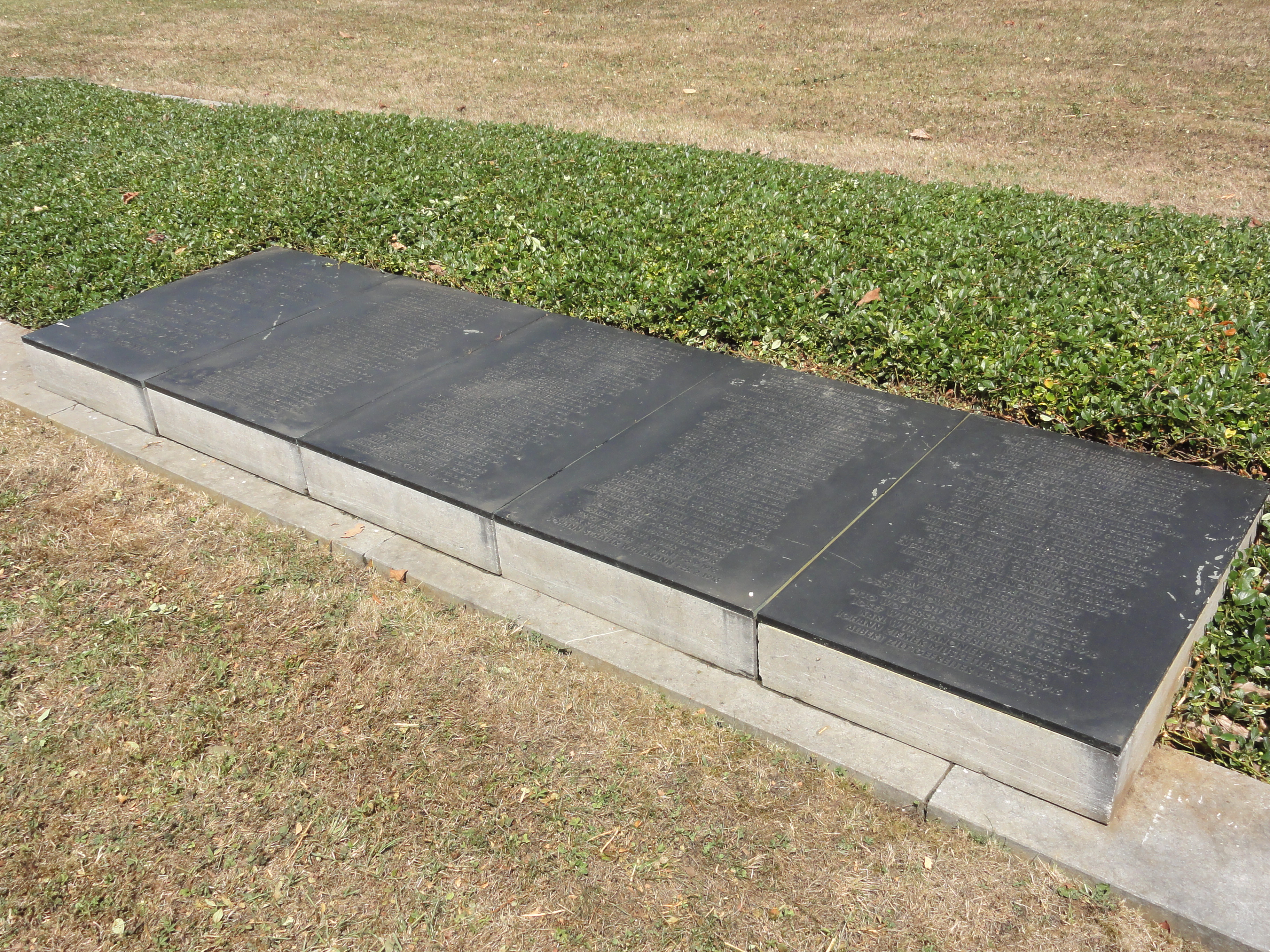
Un des ossuaires du cimetière militaire allemand.

### Personnalités liées à la commune
- Le graveur Charles Inselin est né à Mangiennes en 1673.
- Éric Poitevin, photographe et plasticien né en 1961, vit à Mangiennes.

### Héraldique
| Blason de Mangiennes | Blason  | D'argent au canard colvert au naturel volant en fasce ; embrassé à dextre coupé : au 1er d'azur à la tour carrée d'or vidée et mouvant de la pointe, et au 2e de gueules à la feuille de chêne d'argent posée en bande. |
| Blason de Mangiennes | Détails | Création Dominique Larcher. Adopté le 30 juin 2017. |